# Кантимори, Делио
Делио Кантимори (итал. Delio Cantimòri; 30 августа 1904, Русси, Эмилия-Романья — 13 сентября 1966, Флоренция) — итальянский историк и политик.

## Биография
Третий ребёнок в семье Карло и Сильвии Синтини, в 1919—1922 годах Делио Кантимори учился в Классическом лицее (Liceo classico), а затем в средней школе в Равенне. С 1924 года — на факультете литературы и философии «Высшей нормальной школы» (Государственный центр высшего образования и научных исследований) при Пизанском университете.
В годы обучения Кантимори увлёкся идеями «мадзинизма» — философско-политического движения, основанного на идеях Джузеппе Мадзини, итальянского патриота, писателя, политика и философа. Делио Кантимори, своеобразно претворив эти идеи, присоединился к республиканскому и антиклерикальному фашизму, представленному ежемесячным журналом «Новая жизнь» («Vita Nova»), основанным Саиттой и Леандро Арпинати, с которым он сотрудничал с 1927 по 1932 год. «Корпоративный фашизм» (Il fascismo corporativista) казался ему разумным соединением двух крайних политических движений: левого коммунистического и правого реакционного. Фашистское авторитарное государство многие интеллектуалы его поколения считали тогда революционным и антикапиталистическим, венцом итальянского Рисорджименто.
В 1930 году Делио Кантимори опубликовал работу «Ульрих фон Гуттен и отношения между Ренессансом и Реформацией» (Ulrich von Hutten e i rapporti tra Rinascimento e Riforma). Эта работа свидетельствовала об изменении интересов Кантимори в направлении изучения культуры Ренессанса, конфликтов и сложности социальных отношений в шестнадцатом веке. Этой теме посвящены и другие публикации Кантимори: «Замечания о концепциях культуры и истории культуры» (1928), «Бернардино Окино, человек эпохи Возрождения и реформатор» (1929), «Об истории концепции ренессанса» (1932).
В 1929 году Кантимори возглавил кафедру истории и философии Классического лицея в Кальяри (Сардиния), где среди его учеников был будущий писатель Джузеппе Десси. В 1931 году Кантимори получил второе высшее образование по немецкой литературе в Пизанском университете и перешел в Классический лицей «Уго Фосколо» (liceo classico «Ugo Foscolo») в Павии. Позднее переехал в Базель, чтобы изучать богословие в местном университете. Вернулся в Италию в июле 1932 года и, благодаря стипендии, в 1933 году отправился на один год в Швейцарию, Австрию, Германию, Польшу и Англию, чтобы собрать документальные материалы для своего исследования об итальянских еретиках шестнадцатого века (Eretici italiani del Cinquecento). Одним из важнейших контактов из этой поездки стал Станислав Кот, польский историк социнианства
В 1934 году Джованни Джентиле, философ и теоретик итальянского фашизма, предложил Делио Кантимори должности ассистента Итальянского института германистики в Риме, редактора журнала Института и директора библиотеки. В 1936 году Кантимори опубликовал серию очерков о немецком философе и политологе Карле Шмитте под названием «Политические принципы национал-социализма». В 1939 году Кантимори возглавил кафедру современной истории на факультете магистратуры Мессинского университета.
В конце тридцатых годов Кантимори вступил в подпольную Коммунистическую партию Италии, в которой уже состояла его жена Эмма Меццомонти. Он также помогал антифашисту Велио Спано. Прервав преподавание в период Итальянской социальной республики (1943—1945), он затем возобновил свою должность в «Высшей нормальной школе». В 1948 году Кантимори снова стал членом Итальянской коммунистической партии, из которой вышел ранее, но в 1956 году после событий в Венгрии в очередной раз порвал с коммунистами. Между 1951 и 1952 годами Кантимори с супругой перевёл на итальянский язык первый том «Капитала» Карла Маркса. Покинув политику и работу в Коммунистической партии, Кантимори сосредоточился на изучении социальной культуры стран Западной Европы шестнадцатого века.
13 сентября 1966 года после падения с лестницы в своей библиотеке, Кантимори скончался от полученных травм. Личный архив Кантимори, включая письма, документы, рукописи, подготовительные материалы, тексты лекций и выступлений на конференциях, хранится в Scuola Normale di Pisa в специальном Фонде Кантимори (Fondo Cantimori).

## Оценки
В 1935 году Бенедетто Кроче, отвечая на вопрос: «что такое политическая вера Кантимори», подчеркнул его «заблуждения и противоречия во взглядах, психологические и нравственные». Адриано Проспери, ученик Кантимори, защищая своего учителя, решительно отверг приписываемый Кантимори «национальный большевизм», обвинив учёных критиков в желании «распять в нём ошибки Италии двадцатого века», которые следует «разделить поровну между молохами фашизма и коммунизма», но не делать из Кантимори «козла отпущения за все зло итальянского прошлого».

## Основные работы
- 1939: Итальянские еретики шестнадцатого века. Исторические исследования (Eretici italiani del Cinquecento. Ricerche storiche).
- 1943: Итальянские утописты и реформаторы. 1794—1847. Исторические исследования (Utopisti e riformatori italiani. 1794—1847. Ricerche storiche).
- 1964: Итальянские якобинцы (с Ренцо Де Феличе) (Giacobini italiani (con Renzo De Felice).
- 1969: Мартин Лютер в: Мартин Лютер, Речи за столом (под редакцией Л. Перини) (Martin Lutero, in: Martin Lutero, Discorsi a Tavola (a cura di L. Perini).
- 1971: Историки и история (Storici e storia).
- 1976: Изучая историю: В 3-х томах (Studi di storia)
- 1980: Гуманизм и религия в эпоху Возрождения (Umanesimo e religione nel Rinascimento).
- 1985: Три эссе о Юнгере, Мёллере ван ден Бруке, Шмитте , Сеттимо Сиджилло (написано в 1935 году) (Tre saggi su Jünger, Moeller van den Bruck, Schmitt, Settimo Sigillo, (scritto nel 1935).
- 1991: Политика и современная история. Сочинения 1927—1943 (Politica e storia contemporanea. Scritti 1927—1943).